# Estadio Levy Mwanawasa
El Estadio Levy Mwanawasa (en inglés:Levy Mwanawasa Stadium) es un estadio de usos múltiples ubicado en la ciudad de Ndola, Zambia. El estadio fue inaugurado en 2012 y posee una capacidad para 49 800 asientos. Es utilizado de preferencia para partidos de fútbol de la Selección de fútbol de Zambia y del ZESCO United FC, club de la Primera División de Zambia. El estadio lleva el nombre de Levy Mwanawasa, ex-presidente de Zambia, desde 2002 hasta su muerte en 2008.
El nuevo estadio fue impulsado en conjunto entre el gobierno local y el gobierno chino, el contrato de construcción fue adjudicado a empresas chinas, que iniciaron la construcción en 2010.
El primer partido internacional que se disputó en el estadio se llevó a cabo el 9 de junio de 2012, fue un partido de clasificación para la Copa Mundial 2014 entre el país anfitrión Zambia y Ghana, que finalizó con un resultado de 1-0 en favor del local.